# أولاد صباح
أولاد صباح هي قرية في إقليم برشيد منذ 2004 ضمن جهة الشاوية ورديغة بالغرب المغربي. كان مجموع عدد سكان الجماعة القروية أولاد صباح 7.635 نسمة.(تعداد السكان الرسمي 2004)